# Sargentodoxa
Sargentodoxa é um género botânico pertencente à família Lardizabalaceae.

## Espécies
- Sargentodoxa cuneata
- Sargentodoxa simplicifolia